# Máximo Tenorio
Máximo Tenorio (Esmeraldas (cidade), 30 de Setembro de 1969), é um ex-futebolista equatoriano. 

## Carreira
Disputou a Copa América de 1993, a Copa América de 1995 e a Copa América de 1997 como zagueiro.